# بینبریج (جورجیا)
بینبریج، جورجیا (به انگلیسی: Bainbridge, Georgia) یک شهر در ایالات متحده آمریکا با جمعیت ۱۲٬۶۹۷ نفر است که در جورجیا واقع شده‌است.

## موقعیت جغرافیایی
موقعیت جغرافیایی شهرها و مناطق اطراف به شرح زیر است: